# Pelochyta affinis
Pelochyta affinis là một loài bướm đêm thuộc phân họ Arctiinae, họ Erebidae.